# Gina Swainson

Gina Swainson

Gina Ann Casandra Swainson sinh năm 1958 tại Bermuda cô là Á hậu 1 tại cuộc thi Hoa hậu Hoàn vũ 1979 và là Hoa hậu Thế giới 1979. Cô là người phụ nữ duy nhất của Bermuda giành được vị trí cao đến như vậy cho đến ngày hôm nay ở cả hai cuộc thi sắc đẹp lớn nhất thế giới.
| Tứ đại Hoa hậu (1979)            | Tứ đại Hoa hậu (1979)             | Tứ đại Hoa hậu (1979)           | Tứ đại Hoa hậu (1979)     |
| -------------------------------- | --------------------------------- | ------------------------------- | ------------------------- |
| Hoa hậu Hoàn vũ Maritza Sayalero | Hoa hậu Thế giới Kimberley Santos | Hoa hậu Quốc tế Melanie Marquez | Hoa hậu Trái đất không có |